# 즈루빠벨
즈루빠벨(공동번역성경) 또는 스룹바벨(고대 히브리어: זְרֻבָּבֶל Zerubbāḇel, 아카드어: 𒆰𒆍𒀭𒊏𒆠 Zērubābili에서 유래)은 구약성경에 따르면 아케메네스 제국의 예후드 메디나타 속주의 총독이었고, 유다의 마지막 왕인 여호야긴의 손자였다. 오직 성경에만 등장하는 인물로, 프리드리히 알렉산더 대학교의 사라 슐츠는 그가 역사적으로 그럴듯하지만, 느헤미야와 마찬가지로 실제 속주의 총독은 아니었을 것이라고 본다.
성경에 따르면, 즈루빠벨은 아케메네스 제국 왕 키루스 2세의 첫 해에 바빌론 유수에서 돌아온 유대인 첫 그룹 42,360명을 이끌었다. 이 시기는 일반적으로 기원전 538년에서 520년 사이로 추정된다. 즈루빠벨은 곧이어 예루살렘에 제2성전의 기초를 놓았다. 신약성경에서는 예수의 계보에 포함되어 있다.

## 어원
즈루빠벨은 '바빌론의 씨앗'이라는 의미로, 엘리트들이 바빌론 사회 구조에 얼마나 빨리 통합되었는지를 보여준다.

## 이야기
즈루빠벨을 언급하는 히브리어 성경의 모든 기록에서, 그는 항상 자신과 함께 돌아온 대제사장 예수아, 곧 여호사닥의 아들과 연관되어 있다. 이 두 사람은 함께 유대인 유수민들의 첫 번째 귀환 물결을 이끌고 성전 재건을 시작했다. 구약학자 존 케슬러는 유다 지역을 예루살렘에서 25km 떨어진 땅을 포함하는 작은 지방으로 묘사하며, 페르시아 지배 이전에 독립적으로 통치되었다고 설명한다.
다리우스 1세에 의해 임명된 즈루빠벨은 예후드 지방의 총독이었다. 이 임명 이후 즈루빠벨은 성전 재건을 시작했다. 엘리아스 비커만은 즈루빠벨이 성전을 재건할 수 있었던 이유 중 하나가 "기원전 522년 다리우스 1세 통치 초기에 발생한 광범위한 반란으로 인해 그가 너무 몰두하여 즈루빠벨이 아무런 영향 없이 성전 재건을 시작할 수 있다고 느꼈기 때문"이라고 추측한다.

## 즈루빠벨과 다윗 왕조

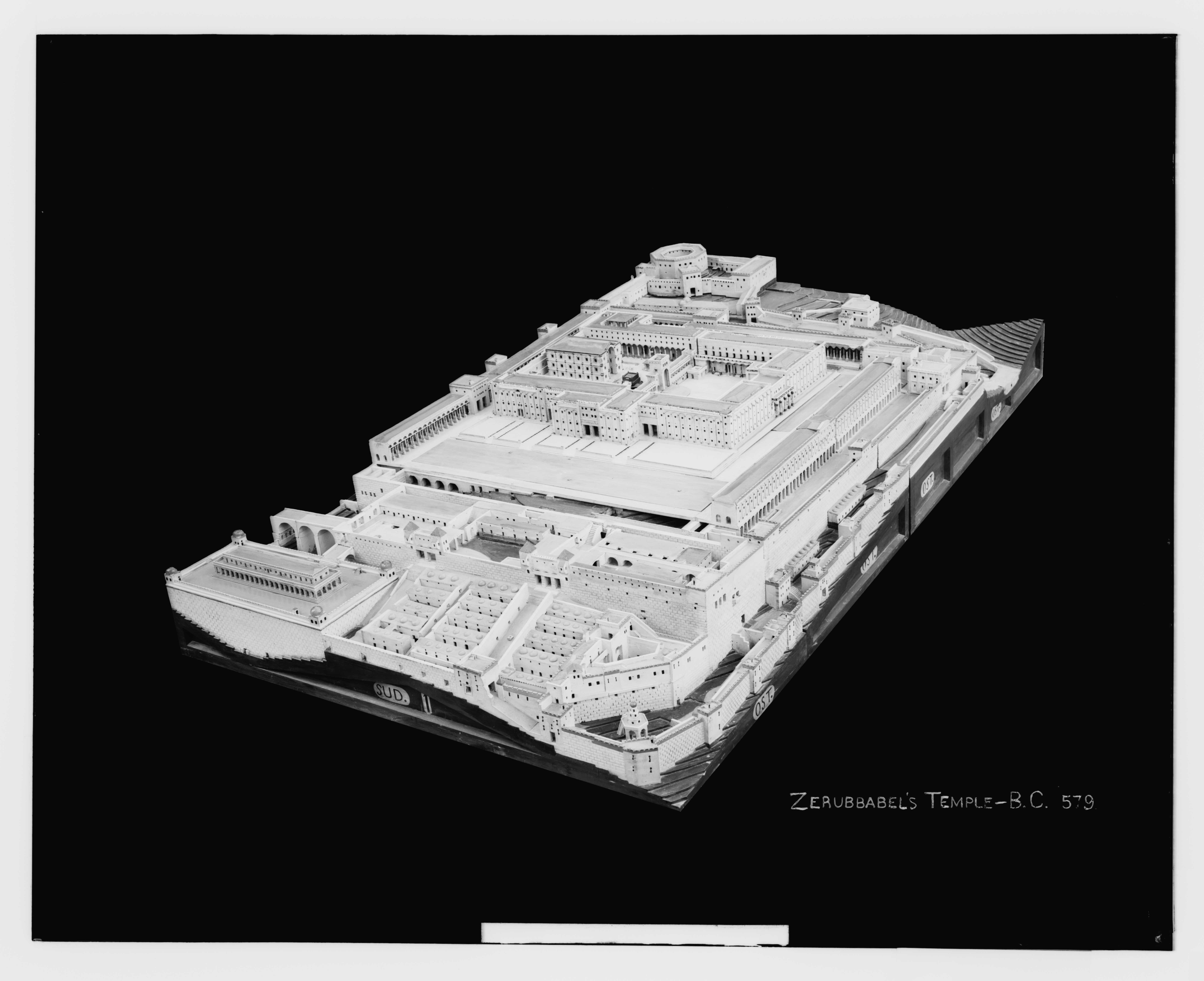
기원전 579년 즈루빠벨 성전 모형

여호야긴으로부터 이어지는 다윗 왕조는 예레미야에 의해 "고니야"의 자손은 왕위에 앉지 못할 것이라는 저주를 받았다(예레미야 22:30). 그러나 즈루빠벨은 솔로몬과 여호야긴을 통해 주요 다윗 왕조에 속했다.
선지자 즈가리야와 하깨는 모두 즈루빠벨의 권위를 세워주지 않는데, 이는 즈루빠벨이 거짓 예언의 대상이거나 왕권에 대한 신성한 승진을 받은 자임을 암시하는 것으로 간주된다. 그는 또한 다른 나라 안에 있는 주의 총독으로 간주될 수 있었고 따라서 기술적으로는 한 나라의 "왕좌에 있지 않은" 상태였다. 어쨌든 그는 여호사닥의 아들 대제사장 예수아와 함께 다리우스 1세 통치 2년(기원전 520년)에 성전 재건 임무를 부여받았다.
이슬람 역사가 야쿠비(897/8년 사망)는 에즈라가 아닌 즈루빠벨이 토라와 선지자들의 책을 복원했다고 보았다. 803년의 세데르 올람 주타 연대기에는 그가 스알디엘의 후계자로 바빌론의 추방 공동체 수장으로 기록되어 있다. 여러 구약성경 본문((하위 섹션 참조))은 즈루빠벨이 스알디엘의 아들인지 조카인지에 대해 상충된다. 그의 아들 므술람이 그의 뒤를 이어 추방 공동체 수장이 되었고, 이어서 또 다른 아들 즈루빠벨의 아들 하나냐가 뒤를 이었다. 그의 다른 아들들은 하수바, 오헬, 베레기야, 하사댜, 유삽헤셋이었다.(역대상 3:20) 그에게는 슬로밋이라는 딸도 있었다.(역대상 3:19)
즈루빠벨은 바빌론 궁정과의 교류 때문에 바빌론식 이름을 가졌을 수도 있다.

### 세스바살
에즈라기는 키루스 2세가 성전 기물을 세스바살(히브리어: שֵׁשְׁבַּצַּר‎, 현대 히브리어: Šešbaṣár, 티베리아 히브리어: Šēšbaṣṣar, "유다의 왕자", 아마도 아카드어: 𒌓𒀜𒋀 Šamaš-abu-uṣur에서 유래)에게 맡기면서 시작된다. 이 분명히 중요한 인물은 에즈라기 1:8과 에즈라기 5:14에서 이름이 언급된 후 이야기에서 완전히 사라지고, 즈루빠벨이 갑자기 주요 인물로 등장한다. 둘 다 유다의 총독으로 불리며 성전의 기초를 놓은 공로를 인정받는다. 여러 가지 설명이 제시되었는데, 여기에는 다음이 포함된다: (1) 둘은 동일 인물이다; (2) 세스바살은 사실 즈루빠벨의 삼촌인 세나살이었다(아마도 아카드어: 𒂗𒍪𒋀 Sîn-uṣur에서 유래). (역대기)에서 언급됨); (3) 세스바살이 작업을 시작하고 즈루빠벨이 마무리했다.

## 성경에서

### 예언서에서
즈루빠벨은 하깨와 즈가리야의 예언에 등장한다.

#### 하깨의 예언
"'그 날에 내가 너를 취하여 내 종 스알디엘의 아들 즈루빠벨아, 너를 내 인장 반지처럼 쓸 것이라. 이는 내가 너를 택하였음이니라.' 만군의 여호와의 말씀이니라." (하깨 2:23).

하깨서의 이 인용문은 즈루빠벨과 자주 연관되는 메시아적 기대를 잘 보여준다. "나의 종"이라는 표현은 즈루빠벨을 하나님의 종으로 묘사한다. 이 용어는 종종 다윗 왕과 연관된다. 월터 로즈는 "다윗 이후의 왕들에게는 '종'이라는 별칭이 거의 사용되지 않는다는 사실이 그들 대부분이 여호와가 임명한 왕으로서 실망스러운 성과를 보였기 때문일 수 있다"고 결론 내린다. 로즈는 하깨서의 저자가 즈루빠벨을 다윗 왕과 연관시키고 있음을 강조한다.
학자들은 또한 "내가 너를 취하리라"는 구절을 분석했다. 로즈는 이 용어를 임무, 변화 또는 보호와 연관시킨다. 즈루빠벨에게 이 임무는 아마도 제2성전의 재건이었을 것이다.
이 예언에서 가장 널리 논의되는 부분은 "너를 인장 반지처럼 쓸 것이라"는 구절이다. 인장 반지는 권위와 힘과 연관된 상징이다. 로즈는 이 구절을 예레미야 22:24의 구절과 비교하여 해석하며, 왕은 하나님의 손에 있는 인장 반지와 같다고 결론 내린다. 존 케슬러는 인장 반지의 본질에 대한 생각을 "문제의 진정한 비유는 의인화이며, 그 비유 또는 은유는 단지 일부에 불과하다. 진정한 비유는 야훼의 의인화에 있으며, 야훼는 인장 반지의 소유자에 비유된다"고 해석한다. 그러나 이 히브리어 단어는 인장과 인장 반지 모두를 의미하는 것으로 번역되어 왔다.
하깨의 예언이 즈루빠벨이 유다 땅의 왕이 될 것이라고 주장하는지, 아니면 그가 단지 제2성전을 건축할 것인지는 불분명하다. 많은 학자들은 하깨서의 다음 구절을 즈루빠벨을 유다 땅의 왕, 곧 다윗 왕조의 계승자로 식별하는 것으로 해석했다.
"즈루빠벨은 야훼의 대표자가 되거나, 왕정을 회복시킬 새로운 왕이 되거나, 새로운 세계 지도자가 되어야 한다. 때로는 메시아적 또는 메시아라는 단어가 즈루빠벨의 역할을 묘사하는 데 사용되기도 한다."

피터 애크로이드에 따르면, 즈루빠벨은 "'하나님의 왕실 대표'"였다. 두 역사가의 하깨 예언 해석은 "인장 반지"라는 용어를 즈루빠벨이 땅에서 하나님의 권위를 얻는 것에 대한 은유로 이해하는 것처럼 보인다.
모든 성경학자들이 즈루빠벨의 권위를 동일하게 해석하는 것은 아니다. 다른 학자들은 이를 즈루빠벨이 왕이 될 것이라고 선포하는 예언으로 본다. 사라 야페트에 따르면:
"하깨는 그러나 즈루빠벨이 무엇을 위해 선택되었는지 설명하지 않는다. 예언에 묘사된 것, 즉 즈루빠벨의 선택의 첫 단계로서 나라들의 왕국이 전복되는 것으로부터 우리는 하깨가 즈루빠벨을 왕으로 보고, 그의 왕국은 정치 구조의 변화에 의해 가능해진다고 결론 내릴 수 있다. ... [그리하여] 이제 즈루빠벨이 '인장'으로 선택되었으므로, 그는 '다윗의 보좌에 앉아 유다를 다시 다스릴 것이다'. 그러나 이 모든 것은 하깨의 예언에서 암시될 뿐 명시적으로 언급되지는 않는다."

A. 르메르는 하깨의 저자가 즈루빠벨에게 더 작은 역할을 부여하기를 원했다고 해석한다.
"하깨는 예후드 지방의 지위 변화와 페르시아 제국 내 봉신국의 왕으로서 즈루빠벨의 부상을 희망하고 있다."

존 케슬러의 해석은 르메르의 해석과 일치한다:
"다윗의 약속은... 이제 페르시아 시대의 현실에 맞춰 새로운 형태로 기능하고 있었다. 즈루빠벨은 한 국가의 통치자가 아니라 한 지방의 총독이었다. 그러나 그러한 잠정적인 상황은 다윗 가문의 약속에 내재된 위협을 제기하지 않았다."

일부 역사가들은 하깨의 예언이 즈루빠벨이 유대의 왕이 될 것이라고 주장하지 않는다고 말한다. 로즈는 그 이미지 자체가 즈루빠벨이 유다의 왕이 될 것이라고 주장하지 않는다고 결론 내린다. 로즈는 또한 "하깨의 구절에서 즈루빠벨이 야훼의 기름 부음받은 자이거나, (하나님이 주신) 자율적인 통치가 현재나 미래에 있을 것이라는 언급이 없고, 하나님이 그의 택한 자에게 나라들을 복종시킬 것이라는 명시적인 약속도 없다. 오직 하나님이 주도하시는 정치 및 군사력의 상호 파괴에 대해서만 읽을 수 있다. 이러한 관찰을 바탕으로, 나는 자율적인 통치나 즈루빠벨에게 나라들이 복종하는 것을 언급하지 않는 신성한 개입 (학개 2)이 반드시 그의 지위 변화를 의미할 것이라고 가정할 이유가 없다고 안전하게 결론 내릴 수 있다고 생각한다."
더욱이 로즈는 예언이 즈루빠벨이 왕이 될 것이라고 주장하지 않기 때문에 다음과 같이 주장한다:
"즈루빠벨이 속한 다윗 혈통에 대한 언급의 부재와 '멜렉' ...(왕의 칭호와 관련된)...과 같은 단어 사용의 실패는 다른 방향을 가리킨다."

#### 즈가리야
히브리어 성경의 나머지 12권의 예언서(느비임)와 마찬가지로, 즈가리야서는 현재 지도자 즈루빠벨을 넘어선 미래의 왕에 대한 희망을 묘사하고, 이 미래의 왕에 대한 묘사를 더욱 확립한다. 앤서니 페터슨은 즈루빠벨이 다윗 왕조의 복원자가 될 것이라고 예상했지만 이러한 기대를 결코 충족시키지 못했다는 하깨와 즈가리야 예언에 대한 일반적인 설명이 이 본문의 최종 형태에 대한 설명으로 실제로는 성립하지 않는다고 주장한다.
즈가리야 1-8장에서 즈루빠벨의 이름은 네 번 언급되며, 이 모든 언급은 4장에 기록된 짧은 예언 하나에 나온다. 이 책 전체에 걸친 즈루빠벨에 대한 다른 모든 언급은 그의 중요성에 대한 추측이나 이론이다. 즈가리야 4:1-3은 즈가리야가 본, 그릇 위에 일곱 등잔이 있는 등잔대의 환상을 묘사한다. 그 위에 일곱 등잔이 있고, 각 등잔마다 일곱 개의 입이 있다. 그리고 그릇의 오른쪽에 올리브나무 하나, 왼쪽에 올리브나무 하나가 있다. 즈가리야가 대화하는 천사가 설명한 내용은 다음과 같다.
"이것은 여호와께서 즈루빠벨에게 하신 말씀이니라. '힘으로 되지 아니하며 능력으로 되지 아니하고 오직 나의 영으로 되느니라.' 만군의 여호와가 말하노라. '큰 산아 네가 무엇이냐? 즈루빠벨 앞에서 평지가 되리라. 그가 머릿돌을 내어놓을 때에 무리가 외치기를 "은총, 은총이 그에게 있을지어다!"' 하리라." (즈가리야 4:6–7)

"즈루빠벨의 손이 이 성전의 기초를 놓았으니, 그의 손이 또한 그것을 완성하리라. … 이 일곱은 온 땅을 두루 다니는 여호와의 눈이라. … 두 올리브나무는 … 온 땅의 주 옆에 서 있는 기름 부음 받은 두 아들(기름 부음 받은 자들)이라." (즈가리야 4:9–14)

성경 학계에서는 "기름 부음 받은 자들"이 누구를 가리키는지에 대한 논쟁이 있다. 전통적인 지혜는 종종 즈루빠벨과 여호수아를 의미한다고 이해했지만, 보다는 즈가리야 8:9에서 선지자들이 성전 재건에 중요한 역할을 했다고 언급되었기 때문에 하깨와 즈가리야가 기름 부음 받은 자들이라고 주장한다.
즈루빠벨에 대한 예언에 관한 논쟁은 즈루빠벨이 성전의 기초를 놓았고 결국 그것을 완성할 것이라는 이 인용구로 거슬러 올라간다. 즈가리야 3:8과 6:12는 "가지"라고 불리는 한 사람을 언급한다. 즈가리야 6장에서 야훼는 즈가리야에게 돌아온 포로들(바빌론에서 유다로 돌아온 사람들)에게서 은과 금을 모으고, 스바냐의 아들 요시야의 집(다윗 왕조의 후손들)으로 가라고 말씀하신다. 그런 다음 즈가리야는 은과 금으로 왕관을 만들고, 그것을 여호사닥의 아들 여호수아의 머리에 씌우고 그에게 다음과 같이 말하라고 지시받는다:
"만군의 여호와께서 이같이 말씀하시되, '가지'(히브리어: 쩨마흐)라 이름하는 사람이 여기 있으니, 그가 자기 처소에서 가지를 내어 여호와의 성전을 건축하리라. … 그가 왕의 영광을 입을 것이요, 그의 보좌에 앉아 다스릴 것이며, 그의 보좌 곁에 제사장이 있을 것이니, 그 둘 사이에 평화로운 이해가 있을 것이라.'" (즈가리야 6:12–13)

"가지"가 즈루빠벨을 가리키는지는 불분명하다. 만약 저자의 의도가 그것이었다면, 다윗 왕조의 회복이 임박했을 것이다. 왜냐하면 즈루빠벨은 다윗의 혈통에 속하기 때문이다(역대상 3:19–20). 이러한 연결을 뒷받침하는 몇 가지 증거가 있는데, 즉 즈루빠벨이 즈가리야 시대의 유다 총독이었고, 그가 여호수아와 자주 연관되었으며(에즈라 3:2, 3:8), 성전 건축자로도 묘사되었다는 것이다(즈가리야 4:9). 그러나 이러한 연관성을 복잡하게 만드는 몇 가지 이유가 있다. 첫째는 여호수아가 왕관을 썼고, 가지는 그렇지 않다는 것이다. 둘째는 즈루빠벨이 언급되지 않는다는 것이다. 셋째는 쩨마흐에 대한 언급이 미래의 사건을 예상하는 것처럼 보이며, 즈루빠벨은 현재에 존재했다는 것이다. 즈가리야는 즈루빠벨이 왕정을 회복할 것이라고 선포하지도 않고, 다윗 왕에 대한 이전의 희망(학개 2:23)과 모순되지도 않는다. 오히려 즈가리야는 예언을 직접적으로 즈루빠벨에게 묶지 않고 미래의 다윗 왕에 대한 희망을 유지한다.

### 성문서에서 (케투빔)

#### 에즈라기
에즈라기 2장에 따르면, 즈루빠벨은 기원전 538년 페르시아 왕 키루스의 칙령에 따라 해방된 유수민들의 첫 번째 무리와 함께 예루살렘으로 돌아왔다. 에즈라기에서 즈루빠벨의 언급은 주로 바빌론 유수 이후의 유다 귀환과 제2성전 건축을 설명하는 목적을 지닌다. 에즈라기의 저자들에 따르면, "일곱째 달이 이르매... 요사닥의 아들 예수아는 그의 동료 제사장들과 함께, 그리고 스알디엘의 아들 즈루빠벨은 그의 동료들과 함께 이스라엘 하나님의 제단을 세우기 시작했다." (에즈라 3:1–2)
에즈라기는 또한 성전 건축 시작 날짜를 제공한다.
"그들이 예루살렘의 하나님의 전에 이른 지 둘째 해 둘째 달에 스알디엘의 아들 즈루빠벨과 요사닥의 아들 예수아가 그 일을 시작하였다."(에즈라 3:8)

이 구절은 즈루빠벨이 예루살렘의 제2성전을 건축하기 시작한 그룹의 일원이었음을 묘사한다. 에즈라기에 따르면, 즈루빠벨은 또한 성전을 건축하기 위해 페르시아의 키루스 왕의 권한 아래 있었다(에즈라 4:3). 즈루빠벨을 묘사하는 구절들은 하깨의 예언과 즈가리야의 예언을 언급하며, 이는 즈루빠벨의 유다 땅에서의 행동과 관련이 있다.
세스바살에 관해서는, 그는 기원전 538년에 페르시아 왕 키루스에 의해 유다의 총독으로 임명된 것으로 자주 간주되지만, 페르시아 침공 당시 그가 예후드의 마지막 신바빌로니아 총독이었다는 주장도 제기되었다. 그는 금을 받았고 예루살렘으로 돌아가 성전을 재건하라는 지시를 받았다. 닷뜨나이 (강 건너편 지방의 총독)가 다리우스 1세 왕에게 보낸 편지에 따르면, 세스바살이 성전을 시작했지만, 오랫동안 건축 중단 상태였다 (에즈라 5:16). 즈루빠벨은 그 직후 다리우스 통치 2년(기원전 520년 8월 29일)에 공사를 재개한 것으로 보인다 (하깨서의 즈루빠벨 참조).
에즈라기에 기록된 다리우스 1세 왕이 쓴 편지에 따르면:
"예루살렘 성전에서 네부카드네자르 2세가 가져와 바빌론으로 옮긴 하나님의 집의 금은 기물들을 돌려보내야 한다. 그것들은 모두 예루살렘 성전으로 다시 가져가서 하나님의 집의 제자리에 각각 복원되어야 한다." (에즈라 6:5)

에즈라기에서 즈루빠벨에 관한 마지막 세부 사항은 제2성전 완공 날짜이다. 에즈라기에 따르면, "성전은 다리우스 왕 통치 6년 아달월 셋째 날에 완공되었다." 이 구절에서 "성전"은 제2성전을 의미한다.

#### 느헤미야
느헤미야기에 즈루빠벨이 언급된 부분은 매우 간략하다. 느헤미야기의 저자는 단지 "스알디엘의 아들 즈루빠벨과 예수아와 함께 돌아온 제사장들과 레위인들" (느헤미야 12:1)이라고 언급하면서 즈루빠벨을 지나가듯이 언급한다. 느헤미야기는 즈루빠벨에 관한 새로운 정보를 제공하지 않는다. 그러나 느헤미야는 즈루빠벨보다 거의 한 세기 후인 기원전 444년경에 예루살렘에 왔으므로, 이는 그리 놀랄 일은 아니다.

#### 역대상
역대상에 즈루빠벨이 언급된 부분은 즈루빠벨과 그의 혈통, 후손만을 명시하고 있다. 본문의 마소라 본문은 다음과 같이 명시한다.
"브다야의 아들들: 즈루빠벨과 시므이. 즈루빠벨의 아들들: 므술람과 하나냐; 그들에게는 누이 슬로밋이 있었다. 다른 다섯 명은 하수바, 오헬, 베레기야, 하사댜, 그리고 유삽헤셋이었다." (역대상 3:19).

느헤미야기, 하깨, 에즈라기의 구절들과 달리, 역대상의 마소라 본문은 즈루빠벨이 스알디엘의 아들이 아니라 브다야의 아들이라고 명시하는 것처럼 보인다. 그러나 역대상의 70인역 본문에서는 즈루빠벨이 스알디엘의 아들이라고 명시되어 있으며, 이는 다른 모든 기록과 일치한다.

### 스알디엘의 아들 또는 브다야의 아들

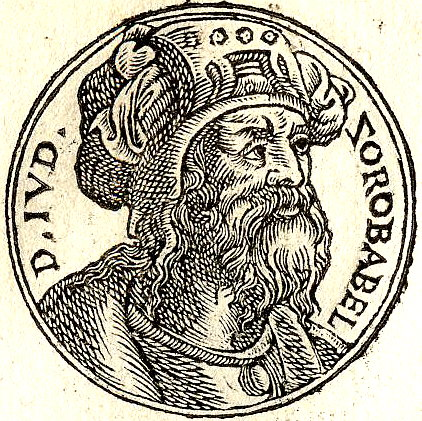
기욤 루유의 프롬프투아리 이코눔 인사그니오룸 (1553)에 나오는 즈루빠벨

히브리어 성경은 즈루빠벨이 스알디엘의 아들인지 브다야의 아들인지에 대해 상충되는 기록을 가지고 있다. 여러 본문(대략 동시대의 것으로 여겨짐)은 "스알디엘의 아들 즈루빠벨"이라고 명시적으로 언급한다 (에즈라 3:2,8;5:2, 느헤미야 12:1, 학개 1:1,12,14). 게다가 역대상의 70인역 본문에 나오는 족보도 그 주장을 뒷받침하며, 세데르 올람 주타도 마찬가지이다. 이와는 대조적으로 역대상의 마소라 본문 (역대상 3:17–19)은 즈루빠벨을 스알디엘의 조카로 만든다. 즉, 여호야긴 왕은 스알디엘과 브다야의 아버지이며, 브다야는 즈루빠벨의 아버지이다.
즈루빠벨을 브다야의 아들로 식별하는 본문은 서기관의 오류일 수 있다. 이 부분의 히브리어가 일치하지 않고 혼란스러운 듯이 보인다(역대상 3:16–21). 스알디엘이 아버지라는 기대되는 언급이 우연히 생략되어 그의 자녀들이 브다야의 자녀들과 혼동되었을 수 있다. 이 구절들에는 다른 문제들도 있을 수 있다.
어떤 경우든, 즈루빠벨을 "스알디엘의 아들"이라고 부르는 본문들은 분명히 정치적인 맥락을 가지고 있으며, 즈루빠벨이 스알디엘의 후계자로서 다윗 왕조의 왕좌에 대한 잠재적인 왕권 주장을 강조하는 것으로 보인다. 즈루빠벨은 스알디엘의 법적 후계자로 이해되며, 즈루빠벨의 칭호는 대제사장 예수아의 칭호인 "요사닥의 아들"과 병행하여 아론으로부터 내려오는 대제사장 왕조에 대한 여호수아의 정당한 주장을 강조한다. 따라서 한 명은 다윗으로부터, 다른 한 명은 아론으로부터 내려오므로, 이 두 인물은 성전을 재건할 신성한 권위를 가지고 있다.

## 신약성경에서
신약성경에서 즈루빠벨이라는 이름은 예수의 계보의 두 버전 모두에 나타난다.
- 마태복음의 솔로몬 계보에서는 "여고냐는 스알디엘을 낳고, 스알디엘은 즈루빠벨을 낳고, 즈루빠벨은 아비훗을 낳았다." (마태복음 1:12–13)
- 다윗의 아들 나단으로부터 시작되는 누가복음의 계보에도 "살라디엘의 아들 즈루빠벨"이 있지만(마태복음과 다른 철자), 이 즈루빠벨은 여고냐의 손자가 아니라 네리의 손자이며, 그의 아들은 아비훗이 아니라 레사이다. (루가 3:27)

마태복음의 계보는 역대상의 70인역 본문에 제시된 계보와 일치하지만, 역대상의 마소라 본문은 스알디엘을 그의 형제 브다야(여고냐의 다른 아들)로 대체한다. 누가복음의 계보는 다윗 이후로는 스알디엘과 그의 아들 즈루빠벨의 언급을 제외하고는 완전히 다르다. 이 차이에 대한 다양한 설명이 제시되었으며, 한 가지 일반적인 설명은 누가복음이 동정녀 탄생을 인정하여 마리아를 통해 예수의 계보를 추적한다는 것이다.

## 외경에서

### 집회서
"우리가 어떻게 즈루빠벨을 찬양할까? 그는 오른손에 인장 반지 같았다." (집회서 49:13)

즈루빠벨은 예수아 (여호수아) 요사닥의 아들과 느헤미야와 함께 성전 복원의 지도자로 등재되어 있다. 주목할 만하게도 에즈라는 이 영예에서 빠져 있다. 집회서 본문의 이 부분은 유다 왕국의 유명한 통치자, 선지자, 조상들의 목록과 간략한 설명이다 (44장에서 시작).

### 에스드라 1서
에스드라 1서 3–4장은 다리우스 1세의 세 경호원 사이에서 벌어진 연설 경연 대회인 세 경호원의 이야기 또는 다리우스 대회를 다루는데, 우승자는 왕으로부터 명예와 부를 받게 되어 있었다. 차례로 세 경호원은 포도주, 왕, 그리고 여자와 진리를 "가장 강한 것"으로 지명한다. 즈루빠벨의 진술, 즉 여자와 진리가 가장 강하다는 것이 다리우스가 선호하는 것으로 밝혀진다. 학자들은 오랫동안 이 경연 대회와 진리에 대한 칭송의 출처에 대해 논쟁해 왔다. 쿡은 경연 대회 이야기가 "2차 삽입이거나 원본 편집의 일부"일 수 있다고 말한다.:5 포도주에 대한 주장은 잠언 23:29–35 및 집회서 31:25–30과 상충된다. 쿡은 진리에 대한 칭송에 대한 다른 견해들을 언급한다: "팔레스타인 지혜의 표본일 수 있으며(준츠), 볼츠(1493)는 알렉산드리아 종교 철학과의 접촉을 보여준다고 생각하지만, 토리(46쪽 이하)는 '헬레니즘적'이거나 그리스 문학이나 철학의 영향을 암시하는 것을 찾지 못한다.":5
토리(1910)는 독일 비평가들과 동의하지 않는다: "그러나 그리스어 성경을 연구하는 학생이라면 이 두 장의 관용구가 히브리어 또는 아람어 원본을 충실히 번역한 결과로 나타나는 것과 정확히 같다는 것을 알게 될 것이다. … 셈족 사고방식과 문학 형식에 익숙한 모든 사람들은 여기서 특징적인 셈족 산물을 인식할 것이다." 댄시(2001)는 토리를 지지한다: "그리고 진리에 대한 칭송은 분명히 삽입된 부분이다(4.34–41). 그것은 다른 세 가지와 완전히 다른데, 법정 연설이 아니라 숭고한 찬송가이기 때문이다. 특히 이집트의 마아트와 페르시아의 아르샤는 질서의 신으로, 진리와 (여기에서처럼) 정의를 모두 나타냈다. 이 찬송가는 유대인 기원일 가능성이 낮다. 그렇지 않았다면 지혜에 대한 칭송이었을 것이다. 하지만 그 고상한 어조는 유대인 편집자의 마음에 분명히 들었을 것이다."
처음 두 명은 각각 포도주의 힘과 왕의 힘에 대해 말했지만, 우승자는 여자와 진리의 힘에 대해 말한 세 번째 경호원이었다.
"여인이 그에게 미소 지으면 그는 웃고; 여인이 그에게 화를 내면 그는 그녀가 그와 화해하도록 아첨한다. 신사 여러분, 여인들이 그런 일들을 하는데 왜 강하지 않겠는가?" (에스드라 1서 4:31–32).

이 연설자는 (괄호 안에) 즈루빠벨이라고 언급되어 있지만, 이 세부 사항은 포도주, 왕, 진리, 여자의 힘에 대한 세속적이고 헬레니즘적인 이야기에 덧붙여졌을 가능성이 높다.:29 에스드라 1서의 저자는 즈루빠벨의 힘을 찬양하기 위해 그렇게 했을 수 있는데, 이러한 묘사는 에즈라, 느헤미야, 하깨에서는 찾아볼 수 없으며, 앞서 언급된 책들은 모두 대제사장 여호수아의 힘과 일치하게 즈루빠벨의 힘을 다루고 있다. 즈루빠벨이 경연에서 우승한 후, 그는 성전을 재건하고 네부카드네자르 2세가 바빌론 정복 이후 보존했던 거룩한 성전 기물들을 돌려줄 허락을 받는다.
또한 에스드라 1서의 저자가 즈루빠벨에 대한 이러한 언급을 포함한 것은 원래 에즈라기에서 명확했던 즈루빠벨과 세스바살의 차이에 대한 혼란을 완화하기 위함이었을 가능성도 있다.
에스드라 1서의 즈루빠벨에 대한 기록은 성문서에 포함된 에즈라기의 즈루빠벨에 대한 기록과 거의 동일하다. 이는 많은 학자들이 에스드라 1서가 에즈라기의 그리스어 버전이라고 믿기 때문이다. 그러나 에스드라 1서에는 에즈라기에는 없는 몇 가지 세부 사항이 있다. 첫 번째 차이점은 에스드라 1서가 즈루빠벨의 아들을 요아킴이라고 언급한다는 것이다(에스드라 1서 5:5). 그러나 이것은 역대상에 포함된 족보에 없는 아들 중 하나이며, 에즈라기는 즈루빠벨의 아들에 대해 전혀 언급하지 않는다.
두 번째 차이점은 에스드라 1서의 저자가 "페르시아의 다리우스 왕 앞에서 현명한 말을 한 사람이 즈루빠벨이었다"고 주장한다는 것이다(에스드라 1서 5:6). 그러나 에즈라기에는 이와 유사한 구절이 없다. 마지막으로 에스드라 1서는 사나바살이라는 인물을 유다의 총독으로 언급하며, 그가 첫 번째 성전의 기초를 놓았다고 주장한다(에스드라 1서 6:18–20). 사나바살은 세스바살을 가리킬 수 있다. 에즈라기에 따르면, 세스바살은 유다의 총독이었으며(에즈라 5:14) 성전의 기초를 놓은 공로를 인정받는다(에즈라 5:15). 이름의 차이는 히브리어 이름이 그리스어로 번역되는 과정에서 발생한 것일 가능성이 높다.

## 조로바벨과 다리우스 경연의 다른 본문

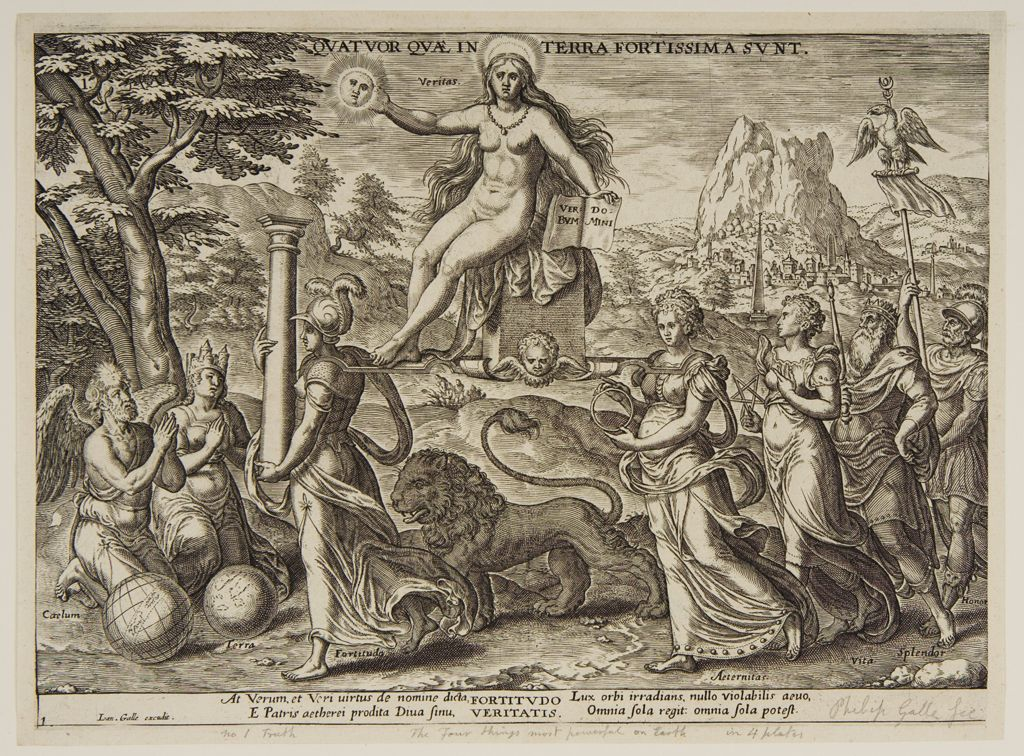
1638년 헤라르트 흐로닝의 작품을 필립스 갈레가 그린 진리 찬양.

알쿠인 블래마이어스:50–58는 가장 강한 것을 식별하는 경연 대회를 다룬 다섯 명의 저자를 발견했다. 블래마이어스에 따르면:59 이러한 이야기들은 "테오프라스토스/예로니무스의 중세 여성혐오에 대한 영향에 가장 가까운 발견 가능한 대응물"을 나타낸다. 연대순으로 다음과 같다.
1. 에스드라 1서 (블래마이어스에 의해 불가타 또는 에스드라 3서로 인용됨)
2. 플라비우스 요세푸스,  94c., 유대 고대사[44]
3. 니콜라 보존,  1320c., Contes moralisés[45]
4. 장 르 페브르 드 레송 (1320–1380), "리브르 드 레세"[46]
5. 존 가워, 1390, 자백하는 연인의 고백 VII. 1802–1975행
6. 로페 데 베가,  1638c., "Contra valor no hay desdicha"[47] 452–495행
7. 메리 콜리어, 1730, The Three Wise Sentences[48]

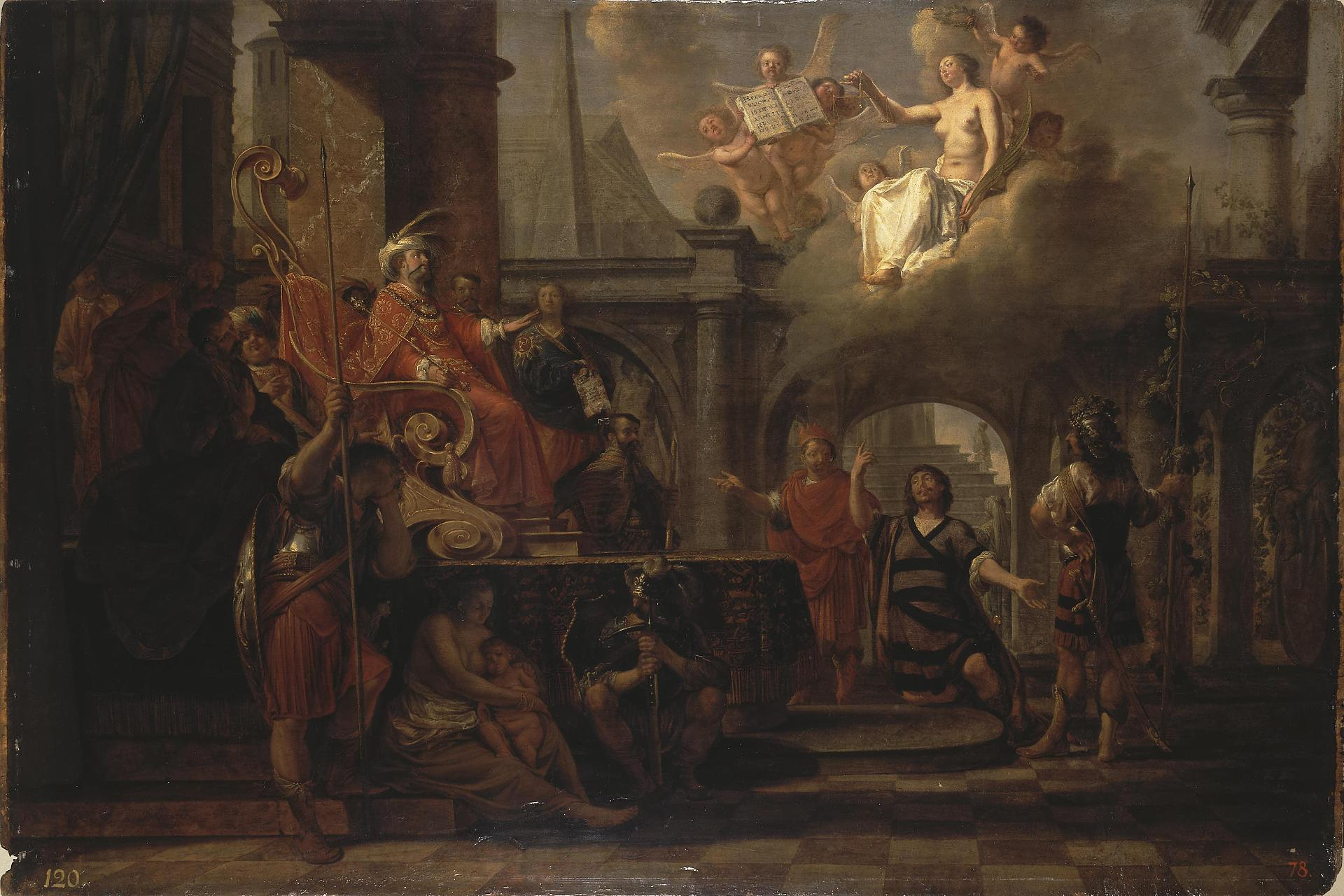
니콜라우스 크뉘퍼의 다리우스 앞의 즈루빠벨, 에르미타시 박물관.

다섯 가지 버전은 여성의 장점을 논한 후 진리를 가장 강한 것으로 선택한다. 보존이 "진리에 대한 에스드라의 속편"을 생략한 것은 의도적이거나 "그가 따르고 있는 기록에서 사용 불가능했기 때문"이었다.:55 르 페브르는 "조로바벨을 네 번째 연설자로 만들었고, 앞선 세 연설자가 세 가지 다른 지명을 발표한 후 진리를 옹호한다.":55 로페 데 베가도 진리를 무시한다. 워커는 데 베가가 에스드라 1서 외에도 여러 역사적 자료를 사용했다고 지적한다. 네 가지 버전(에스드라, 요세푸스, 가워, 콜리어)은 다리우스의 왕관을 차지한 궁정 여성 아파메를 언급한다 (에스드라와 요세푸스에서는 아파메가 다리우스의 궁정 여성이며, 가워에서는 키루스 2세의 궁정 여성이다). 콜리어는 에스드라를 꽤 가깝게 따르며 "시인의 신성한 뜻에 대한 경건한 표현으로 끝맺는다":
이 경연은 16세기 예술가 6명에게 영감을 주어 네 가지 힘을 묘사하는 판화를 제작하게 했다. 벨드만은 필립스 갈레, 요하네스 위릭스, 피터 페레트, 자카리아스 돌렌도, 니콜라우스 크뉘퍼 및 크리스토펠 판 시헴의 작품들을 찾아냈다. 마지막 작품은 1657년으로 거슬러 올라간다. 네덜란드 성경에서 에스드라 1서가 사라진 것은 "수수께끼의 인기가 급격히 감소하는 데 분명히 기여했을 것이다."
많은 저자들은 "진리"를 이 이야기의 핵심으로 본다. 일부 현대 비평가들은 성경과 중세 시대 본문에서 자주 폄하되었던 "여성"을 초점으로 본다. 존 밀턴은 조로바벨과 의견을 달리하며 "진리와 정의는 하나"라고 주장한다.

## 프리메이슨에서
즈루빠벨은 프리메이슨에서 언급되지 않지만, 여러 프리메이슨 단체에게 매우 중요하게 여겨진다. 성스러운 로열 아치 메이슨리와 스코티시 라이트 프리메이슨리 내에서 그는 지배적인 원칙으로 간주된다.

## 다른 본문에서
그는 7세기에 쓰인 즈루빠벨의 묵시록, 즉 세페르 즈루빠벨에서 묵시를 받은 사람이다. 이 텍스트는 즈루빠벨에게 하나님으로부터 주어진 예언을 담고 있다. 이는 에녹서에 주어진 예언의 문체와 매우 유사하다. 이 예언은 메시아적 이미지를 포함하며, 즈루빠벨은 예루살렘 시의 미래에 대해 듣게 된다.
그는 숄렘 아쉬의 마지막 작품인 《예언자》에서 큰 역할을 한다. 그는 거룩한 땅으로 돌아왔을 때 유다의 왕자로 선포된다. 그는 이사야 선지자의 확고하고 오랜 추종자이자 친구였으며, 다윗 왕조의 후손이다.

## 내용주
1. ↑  헬라어: Ζοροβάβελ Zorovável; 라틴어: Zorobabel, /zəˈrʌb[미지원 입력]əl/